# يان ديك
يان ديك هو مؤرخ كندي، ولد في 23 يوليو 1954، وتوفي في 15 يوليو 2007.